# Môle Seegmuller
Le pôle Seegmuller est situé à Strasbourg au bord du bassin d'Austerlitz et du canal de jonction, près de la place de l’Étoile.
Il tient son nom de l'ancien armement Seegmuller qui occupait les trois grands bâtiments portuaires du môle.

## Histoire
Le port de la porte des Bouchers (« Metzgertorhafen ») est construit en 1892 par la municipalité de Strasbourg malgré l'avis défavorable de l'Empire allemand qui craignait que celui-ci entre en concurrence avec le port de Mannheim. 

Vues historiques du Metzgertorhafen
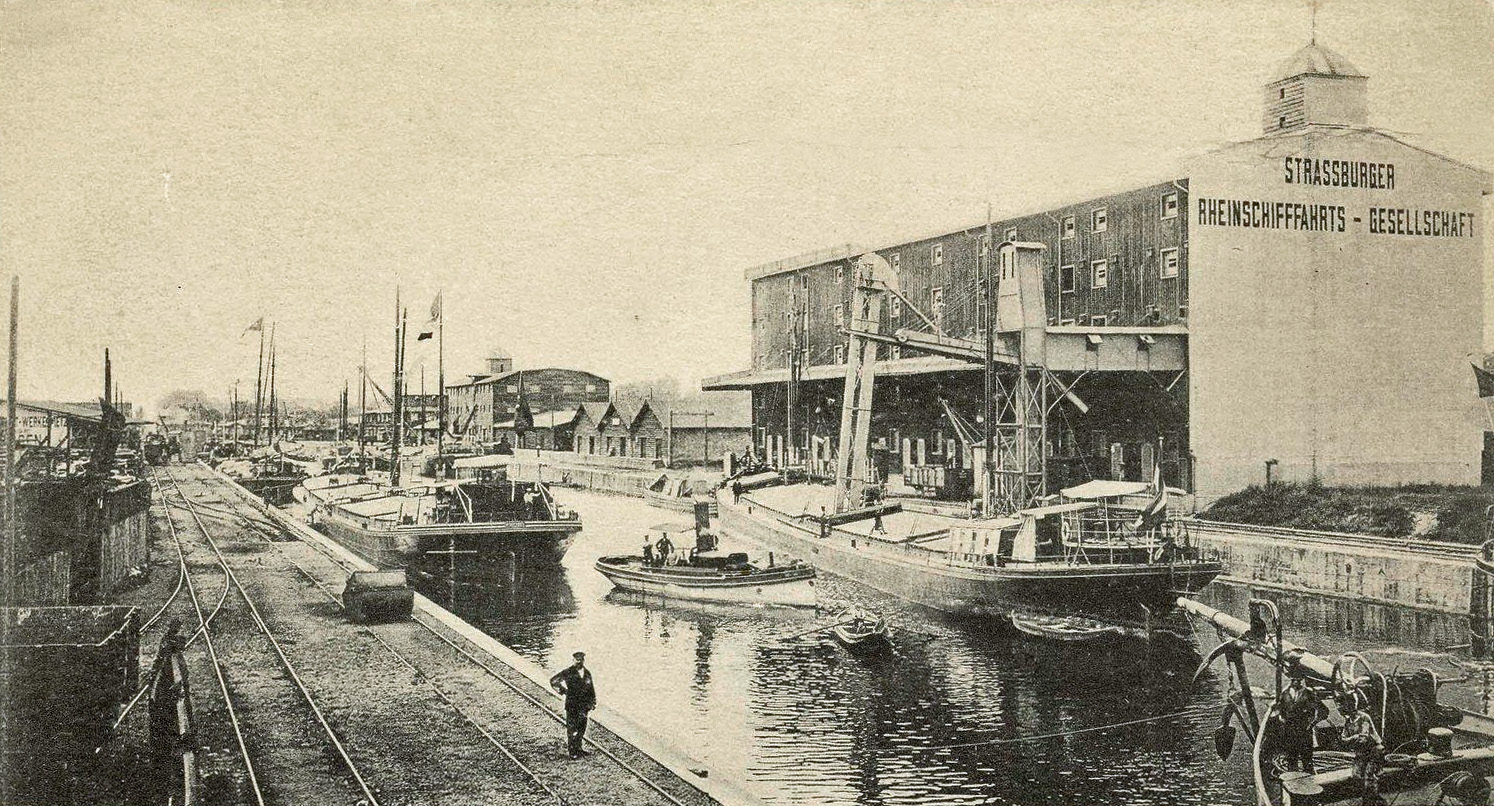
1900
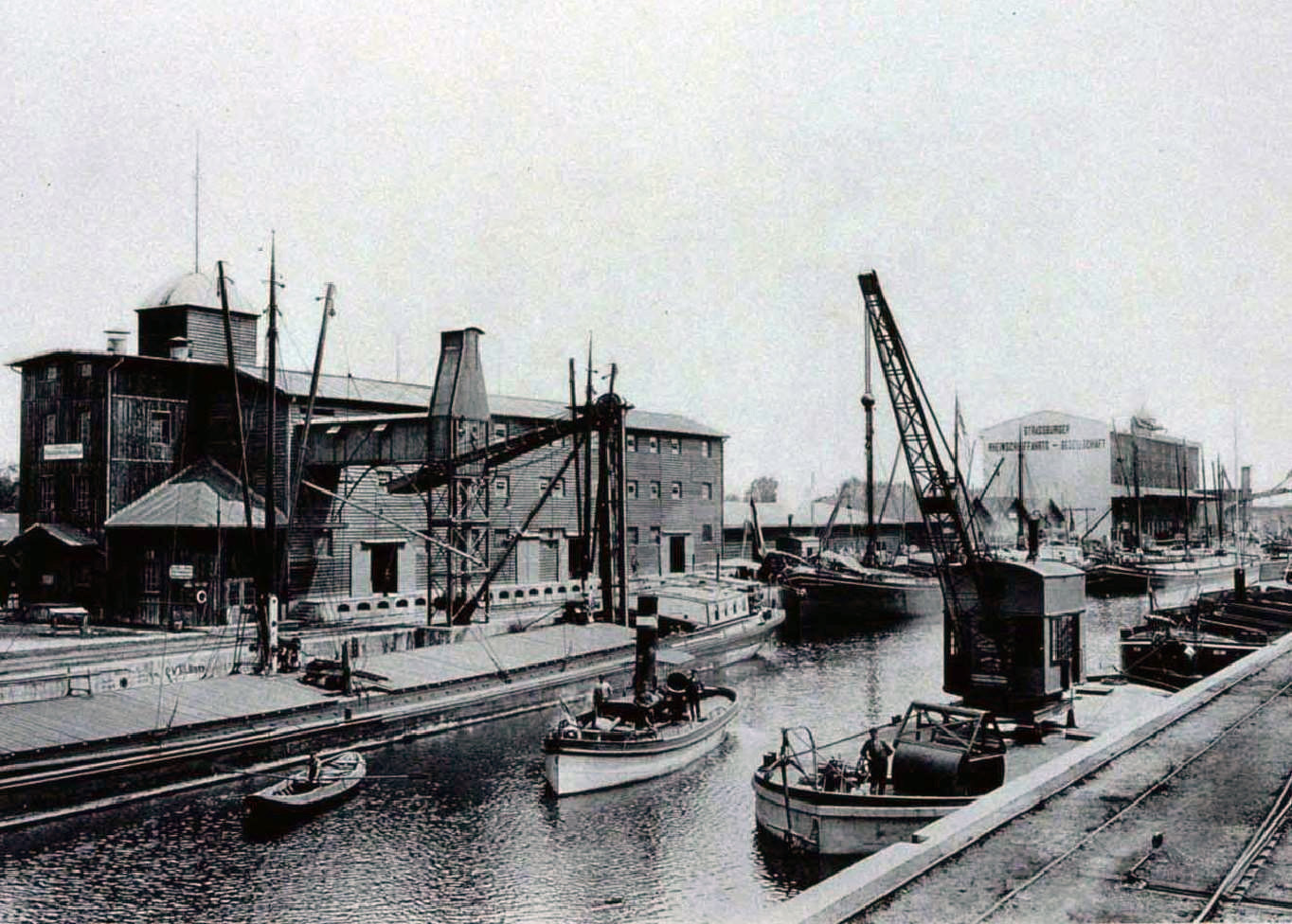
1903
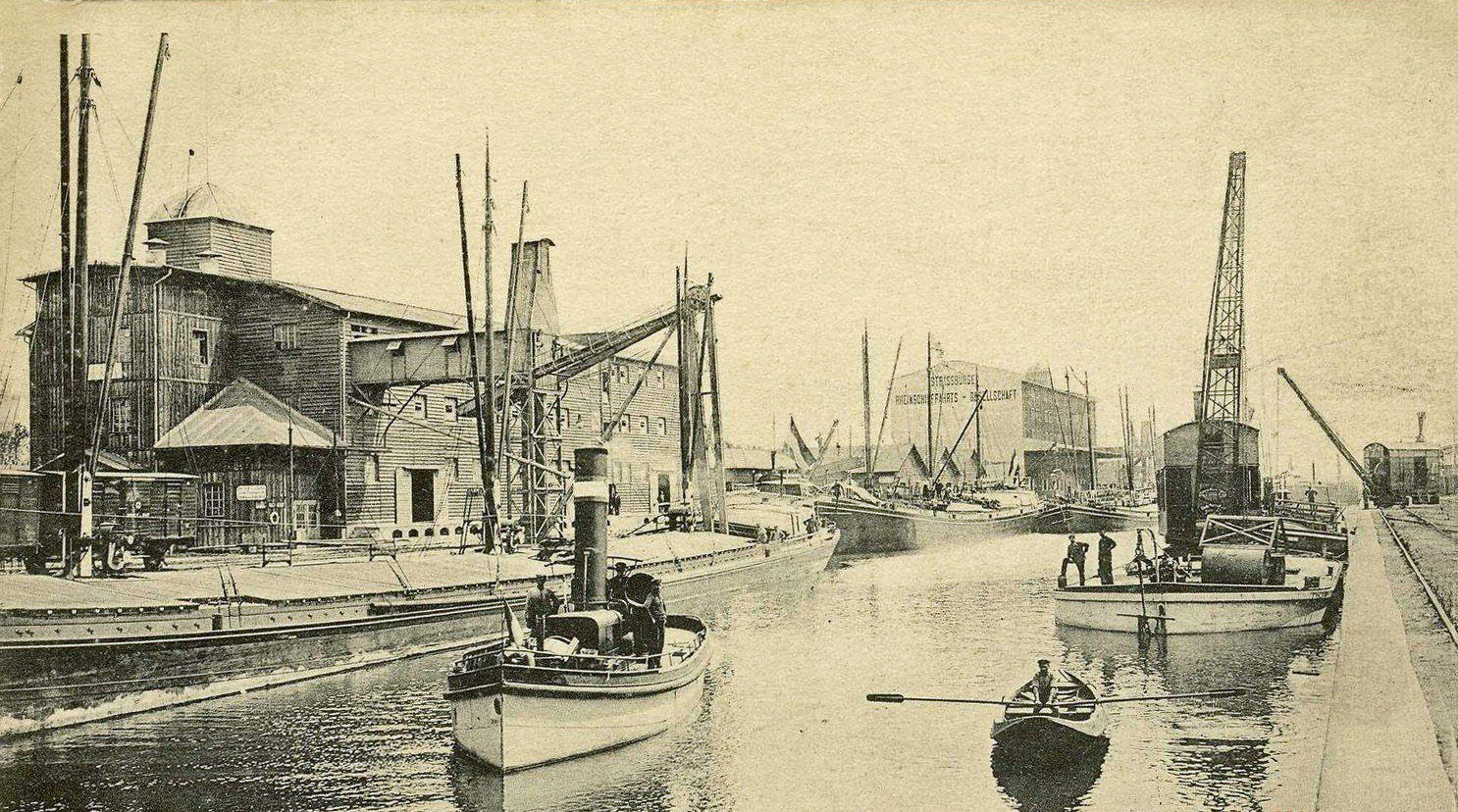
1914

Il est rebaptisé « port du bassin d'Austerlitz » en 1918. En 1928, un incendie détruit la plupart des bâtiments en bois du site. Le port autonome de Strasbourg charge alors l'architecte Gustave Umbdenstock de la construction de nouveaux bâtiments, en briques et béton armé, destinés à l'armateur Seegmuller. 
En 1931, l'entrée du bassin d'Austerlitz est modifiée pour se faire par l'ouest.
Trois édifices sont achevés en 1932 : un entrepôt commercial accolé à une tour de bureaux, un silo à céréales et un bâtiment mixte comprenant un entrepôt et un silo. Conçus en briques rouges soulignés par une ossature en béton armé blanche, ils forment un bel ensemble particulièrement cohérent et représentatif de l'architecture industrielle des années 1930. À noter l'existence d'un bâtiment d'aspect similaire au bord du bassin Vauban dans le quartier du Port du Rhin. Le site est desservi par un important embranchement ferroviaire et comprend également trois grues de transbordement pesant chacune près de 150 tonnes.
Le silo se trouvait dans l'alignement des boulevards de la Marne et Leblois. Cependant, lors de l'aménagement du campus universitaire de l'Esplanade, dans les années 1960, la perspective n'a pas été respectée. 
L'armement Seegmuller ferme en septembre 2000 laissant alors le site à l'abandon.
La ville de Strasbourg décide d'en faire le cœur d'un nouveau quartier, les Fronts de Neudorf, et d'importants travaux de réhabilitation sont entrepris. 
L'ancien bâtiment mixte, le plus à l'ouest, devient la médiathèque André-Malraux inaugurée en 2008. 
À l'origine l'accès au môle se faisait par la rue du bassin d'Austerlitz, à l'est. La ville a aménagé plusieurs passerelles, réservées aux piétons et aux cyclistes, pour relier le môle au quai Jeanne Helbling et au quai des Alpes.
Deux anciennes grues Paindavoine ont été démontées et restaurées en 2008. Elles ont depuis repris leur place à l'entrée du bassin d'Austerlitz, témoins de l'ancienne activité portuaire du site. La troisième grue n'a pas été remontée, ses pièces ont servi à la restauration des deux autres. D'anciens morceaux de rails témoignent également du passé industriel du môle. Ces deux grues enjambeuses de voie de chemin de fer dites "à géométrie variable" portent néanmoins une plaque constructeur Demag. Des Paindavoine notamment sur pont roulant existent (ou existaient) sur d'autres sites du port autonome. 
L'entrepôt commercial et la tour de bureaux, à l'est, sont réhabilités en 2014 et accueillent aujourd'hui restaurants, bureaux et logements. Le Shadok, lieu consacré à la culture numérique, y est inauguré en 2015. 
La tour Seegmuller (qui est en fait l'ancien silo céréalier), haute de 50 mètres, devient la « Maison universitaire internationale ». Les travaux démarrent en 2014 et les premiers étudiants emménagent dans la tour en septembre 2015. Elle comporte 170 chambres et accueille également le service relations internationales de l'université de Strasbourg,.
Le môle Seegmuller s'inscrit dans le projet d'urbanisme « Deux-Rives » qui vise à relier le secteur du Heyritz jusqu'au Port du Rhin et dont il constitue le centre. Sur la rive sud du bassin d'Austerlitz se trouvent le multiplex UGC Ciné Cité Strasbourg Étoile, le centre commercial Rivetoile et la cité de la musique et de la danse.

## Galerie

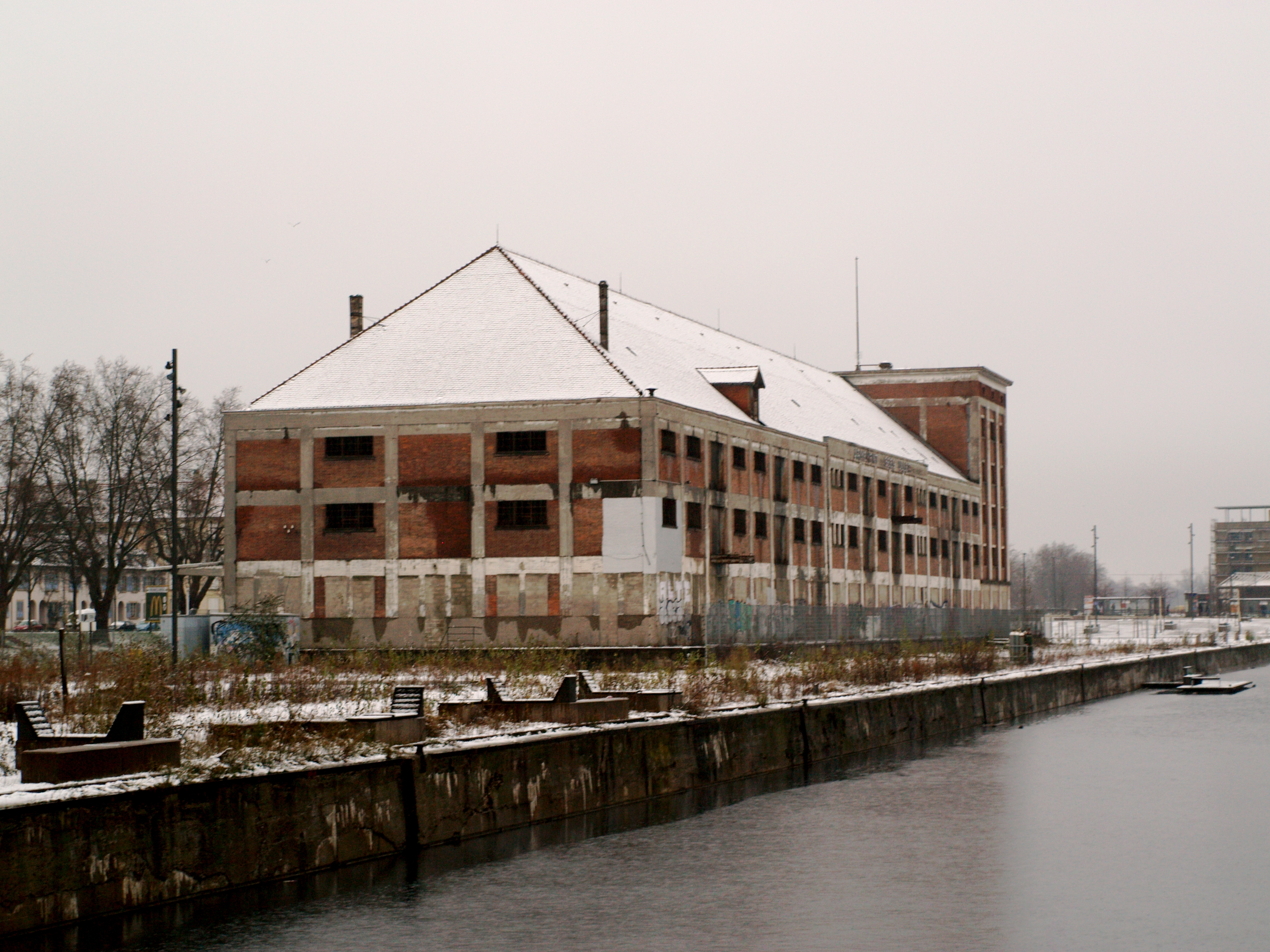
L'entrepôt et les bureaux en 2010 avant réhabilitation.
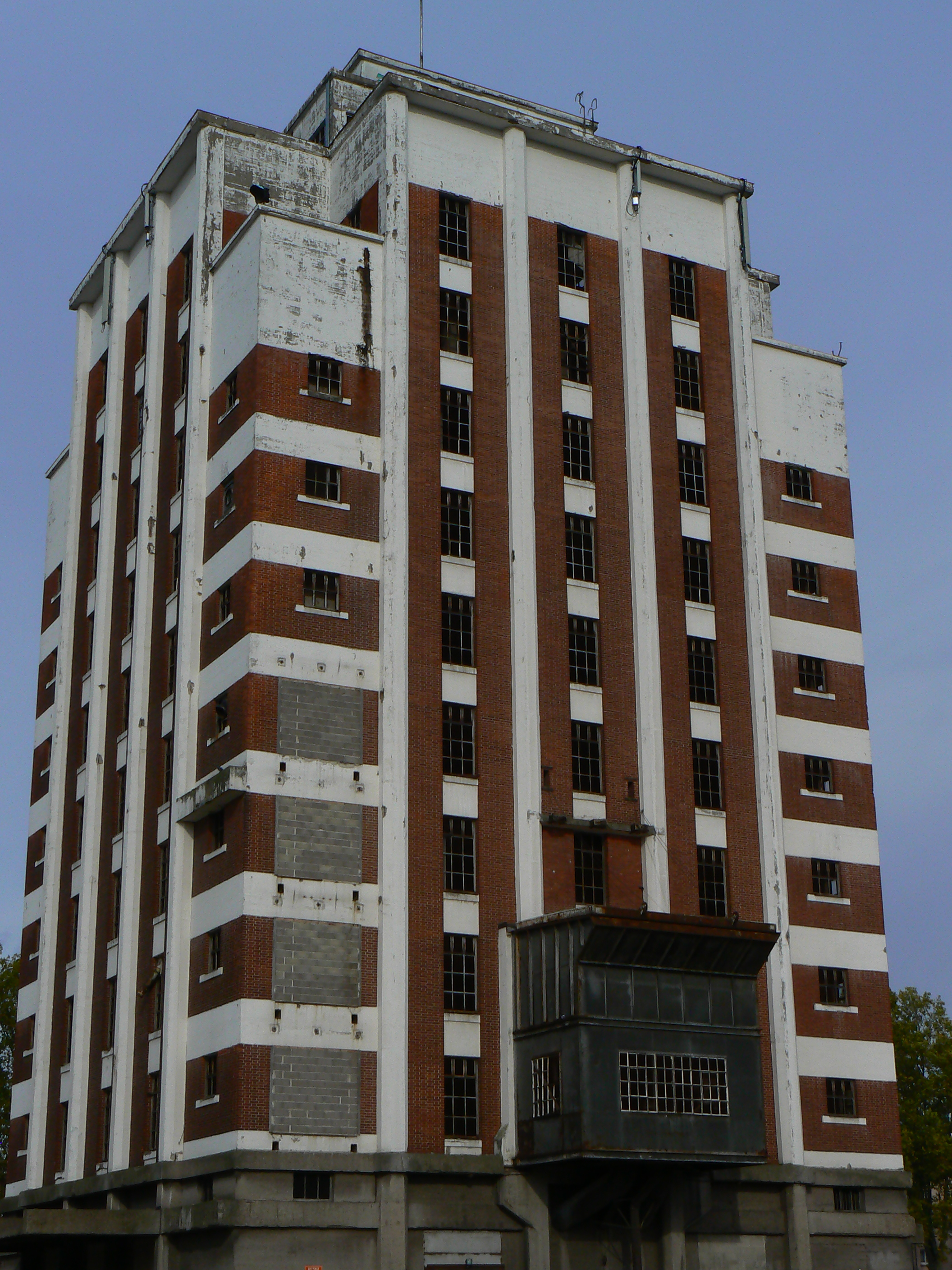
Le silo à céréales en 2008 avant réhabilitation.
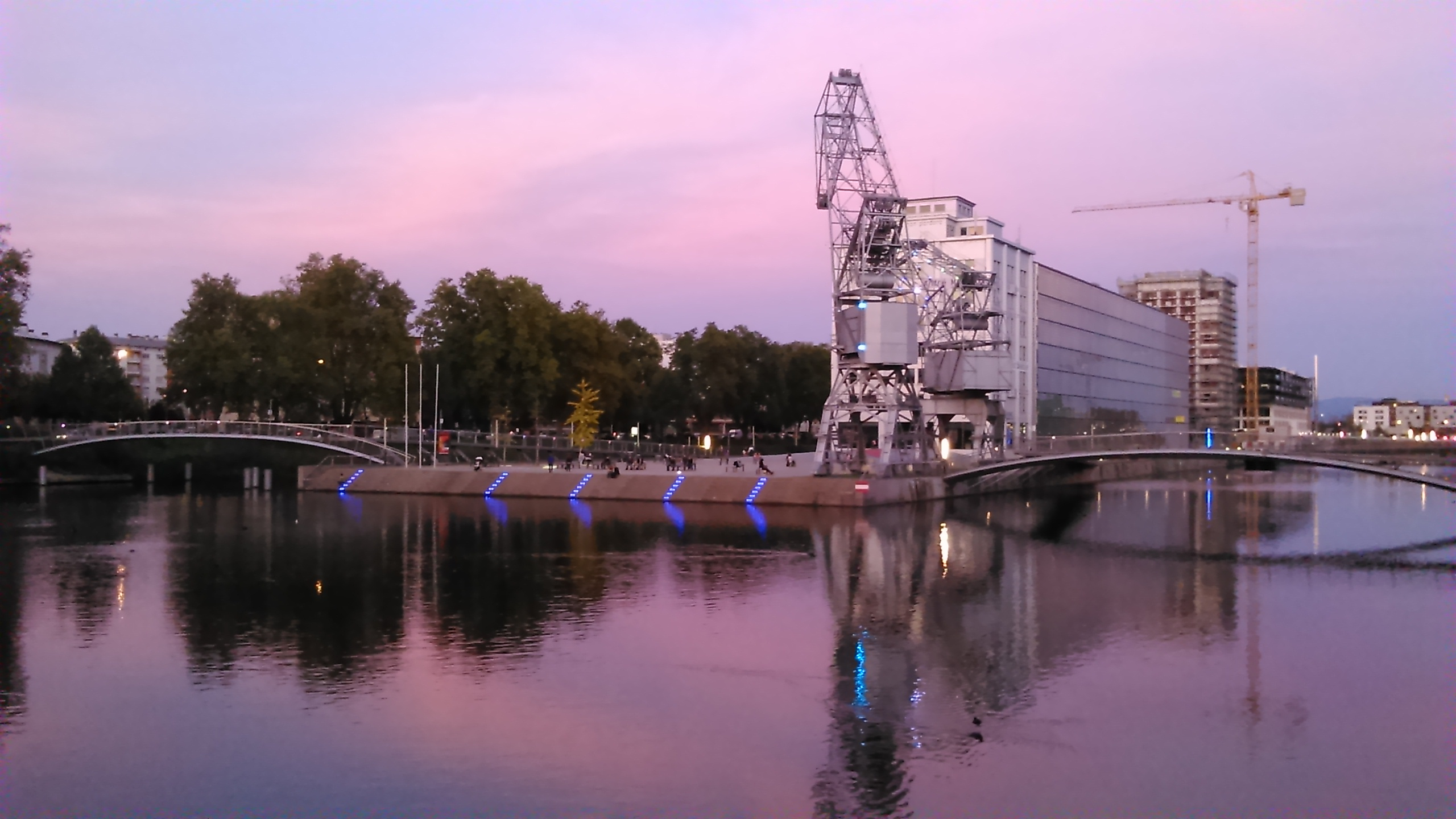
Le môle au crépuscule.
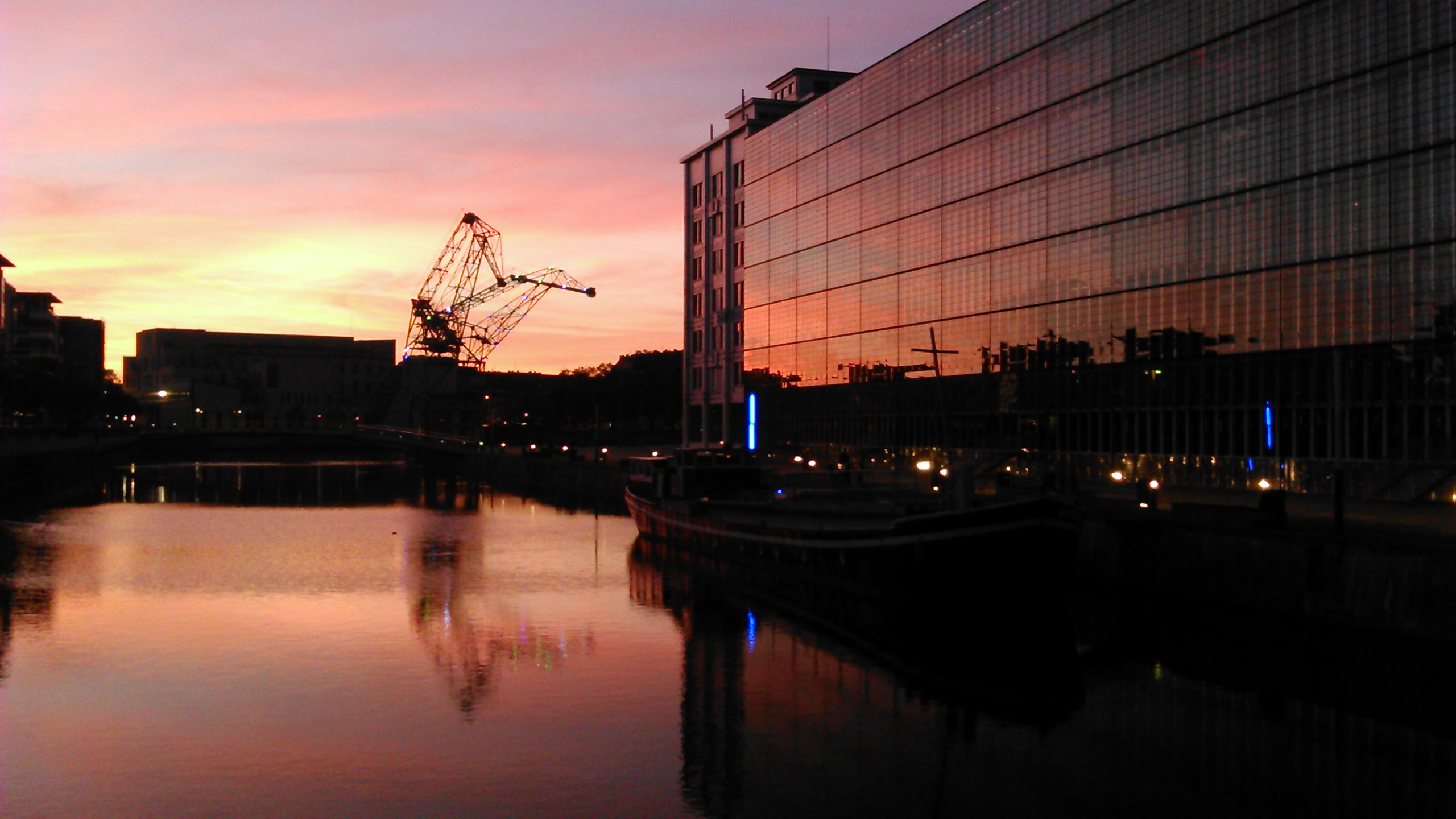
Médiathèque et grues, au crépuscule.
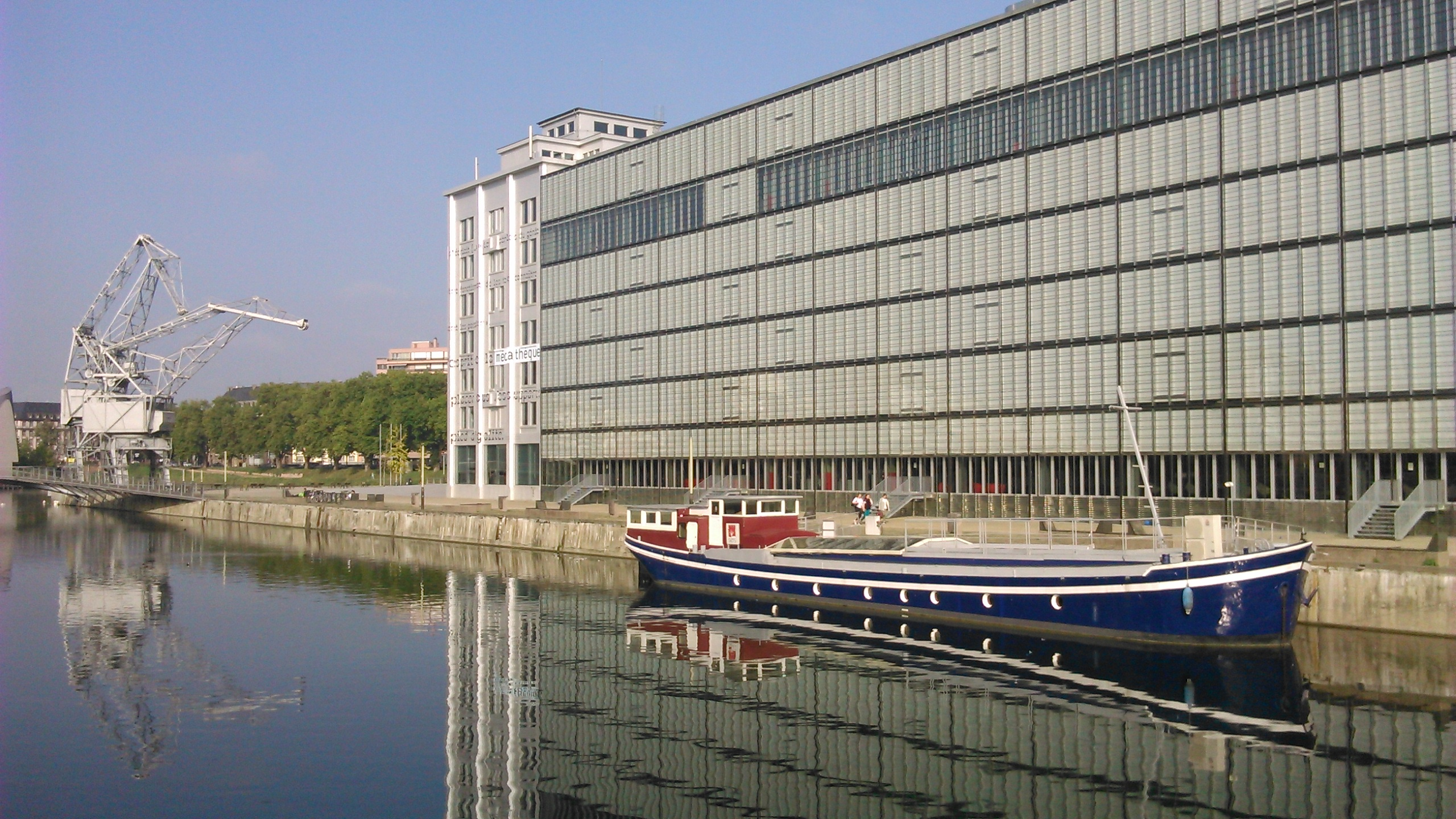
La médiathèque.
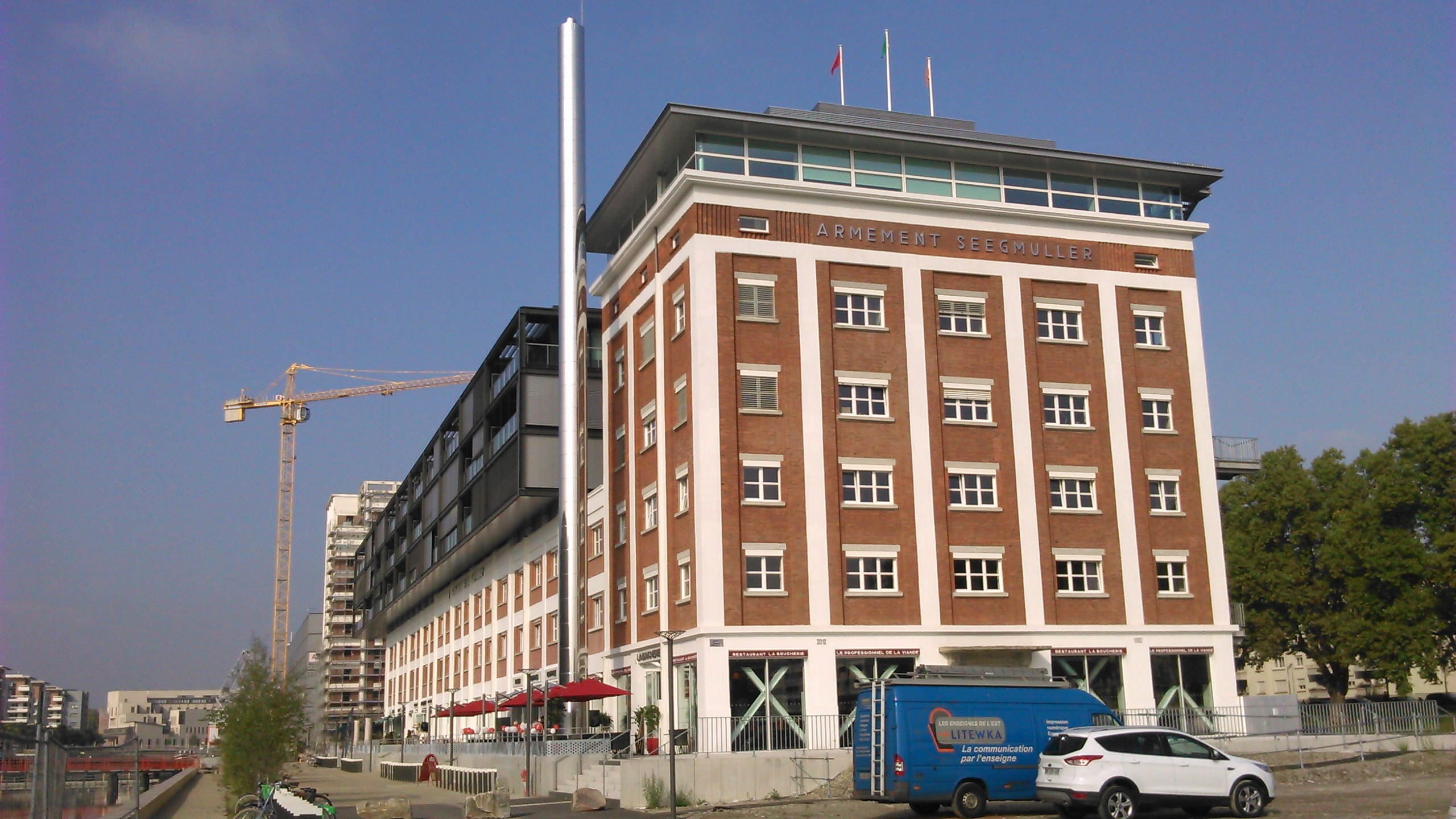
Ancien entrepôt commercial réhabilité.
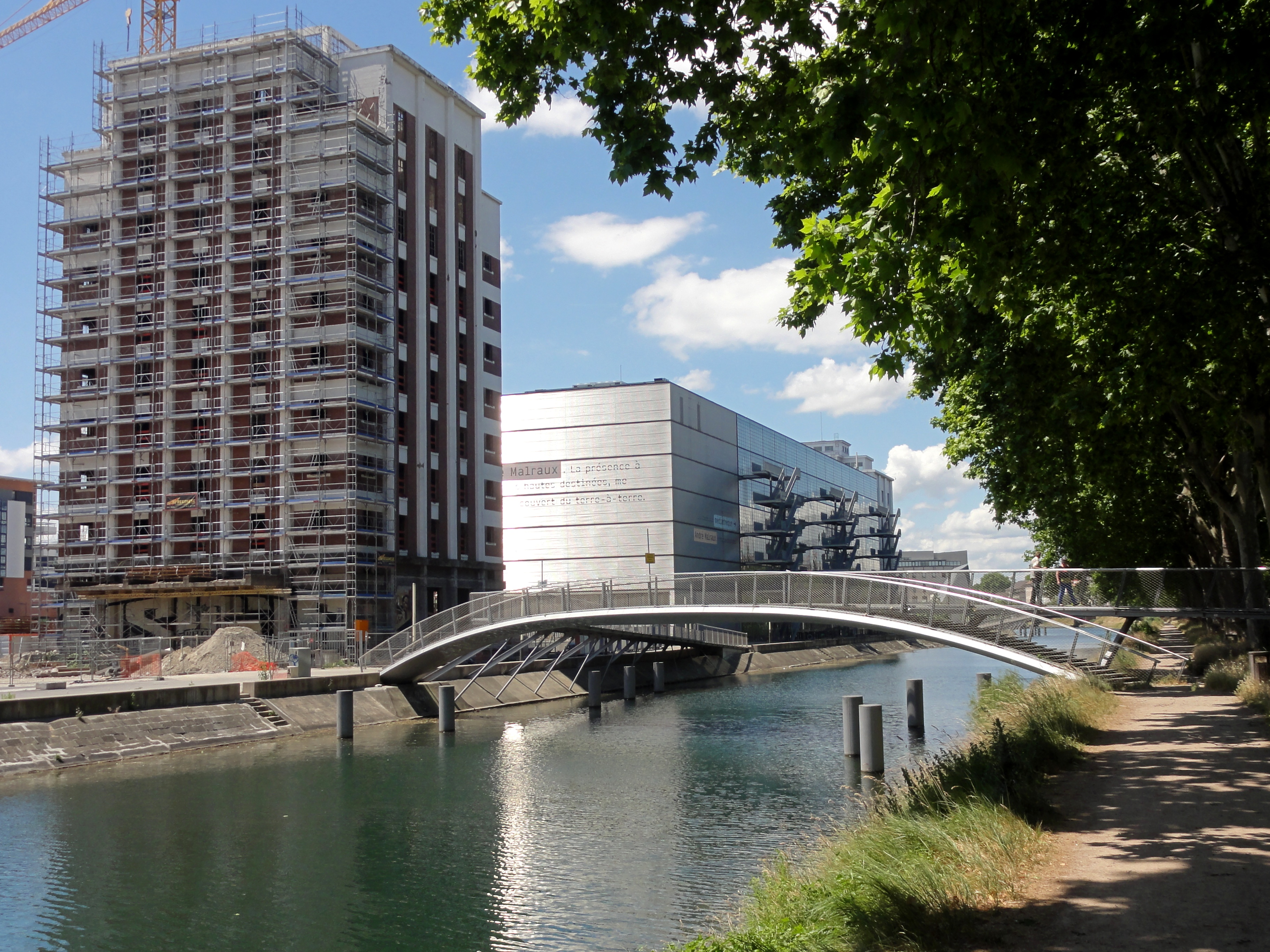
La tour, en travaux.